# Fradique de Menezes
Fradique Bandeira Melo de Menezes (São Tomé, 21 marzo 1942) è un politico saotomense.
È stato Presidente di São Tomé e Príncipe dal settembre 2001 al luglio 2003 e nuovamente dal luglio 2003 al settembre 2011.
Nel periodo 1986-1987 è stato Ministro degli affari esteri.